# Monotoma affinis
Monotoma affinis es una especie de coleóptero de la familia Monotomidae.

## Distribución geográfica
Habita en Rusia.